# 赛缪尔·冯·普芬多夫

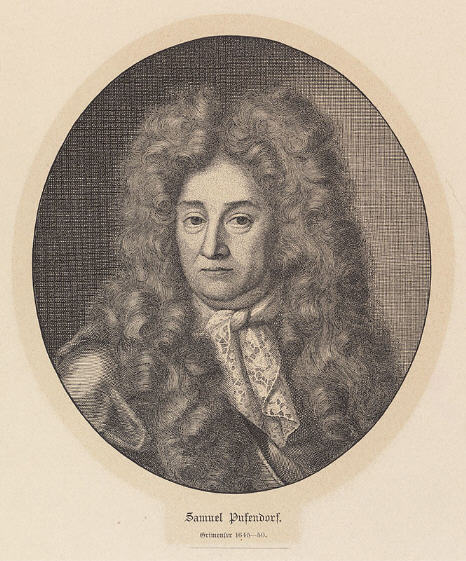
赛缪尔·冯·普芬多夫

赛缪尔·冯·普芬多夫（德語：Samuel Freiherr von Pufendorf，1632年1月8日—1694年10月26日），属古典自然法学派（Classical law-of-nature school）。

## 生平
1632年出身德国牧师家庭。1660年著《法学要论》。1661年于海森堡大学讲国际法。1672年著《自然法和万民法》。普芬多夫主张二个公约建立政权：一个是人们相互协议放弃自然的自由权进入社会，并作出决定规定政府形式；另一个是政权元首与人们协议，全权者承担维护大家安稳与富强的义务，市民承担受管理的义务；管理者受自然法约束。普芬多夫认为人类自然状态是和平而非战争。
普芬多夫于1694年逝世。